# Степне (Старобільський район)
Степнé — село в Україні, у Новопсковській селищній громаді Старобільського району Луганської області.
Населення: 107 осіб (2021 рік), 114 осіб (2015 рік) за даними Головного управління статистики в Луганській області; 133 особи за даними перепису населення 2001 року.

## Географія

### Розташування
Село розташоване за 35 кілометрів на північ від центру громади.

### Гідрографія
В селі бере початок Балка Гнилуша.

## Історія

### Назва
Назва села апелятивного походження, утворена топонімізацією географічної назви "степ". Вибір  назви мотивується рельєфом місцевості.

### Заснування
Село засноване в першій  половині ХІХ століття вихідцями з Лівобережної України та Воронезької губернії.

### ХХ століття
В 50-х роках ХХ століття до складу села увійшли хутори Степне І та Степне ІІ, Осиків та Некритів.
Було центром сільської ради, якій підпорядковувалися населені пункти Некритів, Радгоспний, Солоне. В
В селі розташовувалася центральна садиба багатогалузевого колгоспу ім. Горького, що мав 2,9 тис. га земельних угідь. Господарство займалося вирощуванням зернових, соняшника, цукрових буряків, виробництвом м'ясомолочних продуктів, бджільництвом.
В селі були початкова та восьмирічна школа, бібліотека, клуб із глядацькою залою на 200 місць, фельдшерський та приймальний комплексний пункт. За 1960-1965 роки було збудовано 87 житлових будинків. 
У 1983 році колгосп ім. Горького було об'єднано з сусіднім  колгоспом ім. Енгельса с. Кам'янки.

### Футбольна команда
Протягом 30 років - із 1953 по 1983-й - в Степному існувала футбольна команда. Вона була створена з ініціативи місцевого жителя Олексія Михайловича Апраксімова. В 1958 році команда, граючи під егідою ФСТ "Урожай", досягла республіканських успіхів: увійшла до четвірки кращих аматорських команд України серед колективів фізкультури. Протягом наступних 30 років гравці футбольної команди с. Степного ставали чемпіонами та призерами районних та обласних турнірів. Гравці команди, Василь Михайлович Чумак та Володимир Михайлович Чумак, стали майстрами спорту. Володимира Михайловича Чумака після закінчення вищого навчального закладу направили до Йошкар-Оли, де згодом він очолив Міністерство фізичної культури, спорту і туризму Республіки Марій Ел (раніше Марійська АРСР). Колишній житель села Степного, Кравченко Микола Михайлович, очолював Луганське обласне відділення Національного олімпійського комітету України.

### Сьогодення
На території села проживають переважно пенсіонери. Є також декілька сімей з дітьми, які навчаються в Кам'янському ЗЗСО І-ІІІ ступенів. До школи дітей підвозить шкільний автобус. В селі немає жодного магазину, медичну допомогу жителям села надає Кам'янська сільська лікарська амбулаторія. 